# Seznam zápasů slovenské a britské hokejové reprezentace
Toto je seznam zápasů slovenské a britské hokejové reprezentace na MS a Zimních olympijských hrách.

## Mistrovství světa v ledním hokeji
| Datum     | Číslo | Slovensko | Výsledek | Zápas | MS   | Místo  | Branky Slovenska                                                                                                |
| --------- | ----- | --------- | -------- | ----- | ---- | ------ | --- |
| 18.5.2019 | 1     | Slovensko | 7:1      | ZS    | 2019 | Košice | Andrej Sekera • Tomáš Tatar • Martin Marinčin • Michal Čajkovský • Marian Studenič • Matúš Sukeľ • Dávid Bondra |
| 23.5.2021 | 2     | Slovensko | 2:1      | ZS    | 2021 | Riga   | Marek Hrivík • Róbert Lantoši                                                                                   |

## Zimní olympijské hry
| Datum | Číslo | Slovensko | Výsledek | Zápas | ZOH                   | Místo | Branky Slovenska |
| ----- | ----- | --------- | -------- | ----- | --------------------- | ----- | ---------------- |
|       | 1     |           | x:x      |       | bez odehraného zápasu |       |                  |